# Spinozaur
Spinozaur (Spinosaurus – „kolczasty jaszczur”) – rodzaj teropoda z rodziny spinozaurów (Spinosauridae) żyjącego na obecnych terenach Afryki Północnej od albu do cenomanu, od około 107 do 94,5 mln lat temu. Pierwsze skamieniałości spinozaura zostały odkryte w Egipcie w 1910 roku i opisane przez niemieckiego paleontologa Ernsta Stromera. Okaz ten został zniszczony podczas II wojny światowej, jednak w 2004 roku znaleziono kolejną czaszkę dorosłego osobnika, a w 2015 roku opisano skamieniałości osobnika niedojrzałego, w tym wiele kości szkieletu pozaczaszkowego. Nie jest jasne, czy rodzaj Spinosaurus jest reprezentowany przez jeden czy dwa gatunki. Najlepiej poznanym gatunkiem jest S. aegyptiacus z Egiptu, a szczątki być może należące do przedstawicieli drugiego gatunku, S. maroccanus, odnaleziono w Maroku.
Charakterystyczną cechą spinozaura są wysokie wyrostki kolczyste kręgosłupa, o wysokości co najmniej 1,69 m i prawdopodobnie połączone płatem skóry, tworząc strukturę przypominającą żagiel, chociaż niektórzy autorzy sugerowali, że były one pokryte mięśniami i przypominały garb. Twierdzono, że struktura ta mogła służyć do termoregulacji lub odstraszania wrogów.

## Morfologia

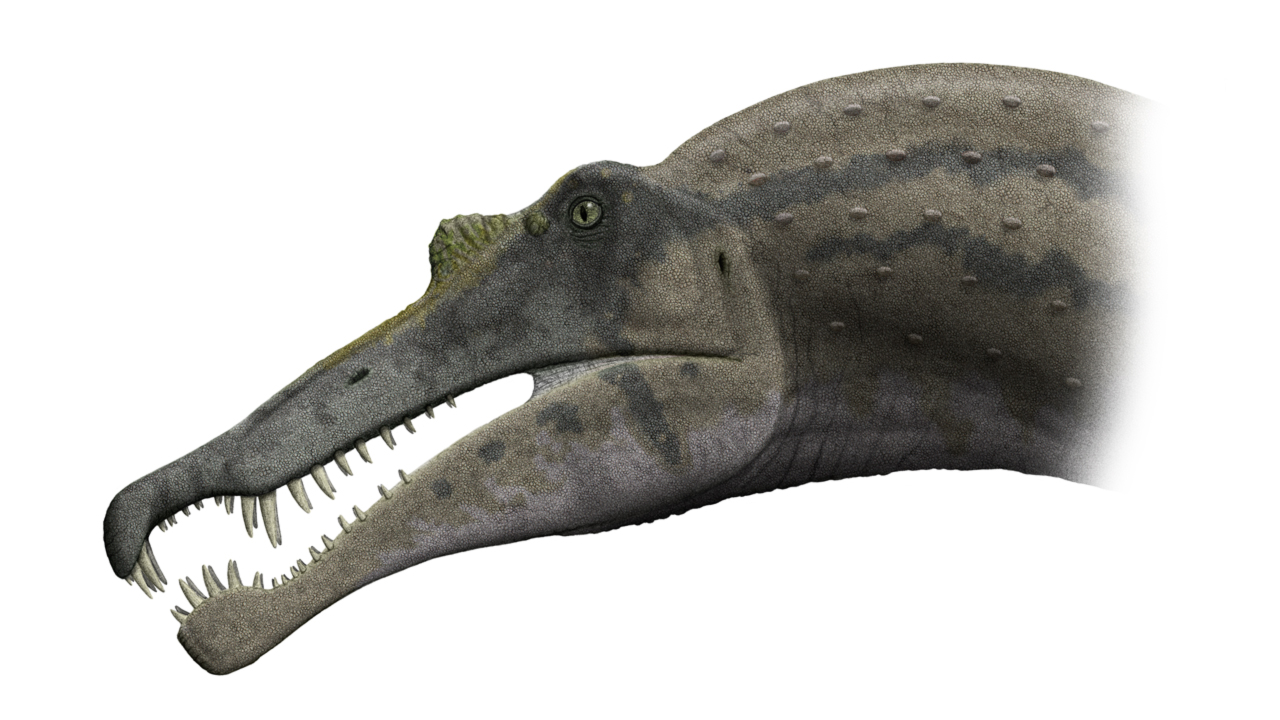
Rekonstrukcja czaszki na podstawie odkrycia z 2004 roku

Spinozaur miał charakterystyczny wydłużony pysk, podobny do paszczy krokodyla, niewielkie, choć bardzo duże jak na teropoda przednie kończyny, długi ogon i charakterystyczny, złożony z wydłużonych wyrostków kolczystych pokrytych skórą „żagiel” na grzbiecie. Naukowcy nie wiedzą na pewno, do czego dinozaurowi był potrzebny taki żagiel, choć według niektórych teorii służył do regulowania temperatury ciała bądź był używany w okresie godowym do wabienia partnera. Odwrócenie się od Słońca i ustawienie pod kątem 90° do chłodnego wiatru mogło skutecznie ochładzać krew przepływającą przez skórny żagiel. Ernst Stromer spekulował, że wyrostki kolczyste mogły być wyższe u samców niż u samic. Prowadzono dyskusje na temat funkcji stosunkowo długich przednich kończyn spinozaura. Prawdopodobnie służyły do polowania na co wskazuje długość i haczykowaty kształt pazurów. Niektórzy naukowcy uważają, że mógł on okazjonalnie poruszać się również na czterech łapach.
Szczęka i materiał czaszki przedstawiony w 2005 pokazują, że zwierzę to miało jedną z najdłuższych czaszek pośród wszystkich mięsożernych dinozaurów. Dal Sasso i współpracownicy (2004) w oparciu o kości kilku okazów S. aegyptiacus wstępnie oszacowali długość czaszki na około 1,75 m, podczas gdy Therrien i Henderson (2007) twierdzą, że bardziej prawdopodobna jest całkowita długość czaszki wynosząca ok. 1,5 m. Jedynymi dinozaurami o dłuższej czaszce, również niskiej i długiej, ale zupełnie niepodobnej do czaszki spinozaura, mogły być bliżej z nim niespokrewnione teropody z rodziny Carcharodontosauridae: południowoamerykański Giganotosaurus carolinii (nie mylić z gigantozaurem, dużym zauropodem obecnie uznawanym za nomen dubium) i afrykański Carcharodontosaurus saharicus. Według Calvo i Corii (1998) czaszka giganotozaura mogła mierzyć nawet 180 centymetrów długości; Therrien i Henderson (2007) szacowali długość czaszki giganotozaura na 1,56 m, a karcharodontozaura – maksymalnie na 1,6 m. Spinozaur miał dwukrotnie więcej zębów niż inne duże teropody, były one jednak zupełnie inne, dłuższe ale cieńsze. Szczęki mogły rozszerzać żuchwę. Pomiędzy oczami znajdował się niewielki kostny grzebień.

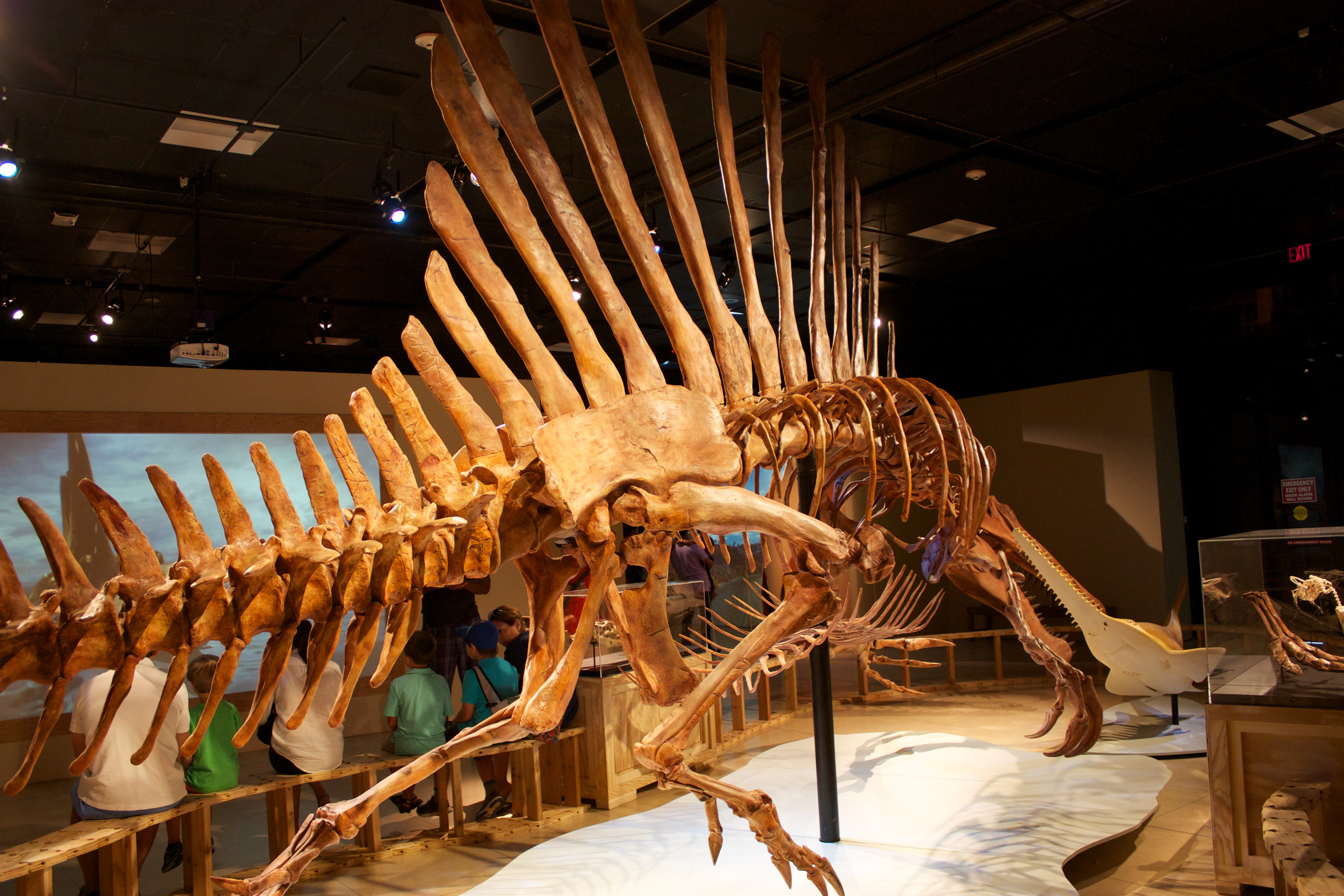
Rekonstrukcja miednicy i kończyn tylnych spinozaura.

Według Ibrahima i współpracowników (2014) szkielet pozaczaszkowy spinozaura różnił się od szkieletów innych teropodów, przystosowanych do życia na lądzie. W porównaniu z innymi teropodami u spinozaura nastąpiło zmniejszenie kości obręczy kończyn tylnych i skrócenie kończyn tylnych. Kości długie miały małą jamę szpikową i zbudowane były z gęstej tkanki kostnej (tkanka kostna kości długich spinozaura była gęstsza niż u wszystkich pozostałych nieptasich teropodów oraz aligatora amerykańskiego i porównywalna z tkanką kostną kości długich pingwina królewskiego); podobnie zbudowane są kości długie u ptaków przystosowanych do ziemnowodnego trybu życia. Kość udowa spinozaura była krótka i masywna, z miejscami przyczepu mięśni zginaczy o dużej powierzchni, a pazury palców kończyny tylnej były niskie i miały spłaszczoną powierzchnię dolną; zdaniem Ibrahima i współpracowników (2014) takie cechy budowy kończyn tylnych spinozaura wskazują, że właśnie kończyny tylne były u spinozaura głównym narządem ruchu przy pływaniu. Ibrahim i współpracownicy (2020) stwierdzili dodatkowo występowanie na kręgach ogonowych spinozaura bardzo wysokich wyrostków kolczystych i wydłużonych szewronów, tworzących powierzchnię podobną do dużej, giętkiej płetwy ułatwiającej poruszanie się w wodzie. W 2022 r. Sereno i in. wykazali, że żagiel na ogonie był w rzeczywistości używany do celów pokazowych. 
Do wniosków Ibrahima i współpracowników sceptycznie podeszli Evers i współpracownicy (2015). W ocenie autorów nie zostało bezspornie wykazane, że kości opisanego przez Ibrahima i współpracowników (2014) okazu FSAC-KK 11888 są kośćmi tylko jednego osobnika, ani nawet że pochodzą tylko z jednego stanowiska; bez potwierdzenia tej okoliczności wnioski Ibrahima i współpracowników o nietypowej budowie szkieletu pozaczaszkowego spinozaura (w szczególności o skróceniu kończyn tylnych) nie miałyby zaś mocnych podstaw. Nawet jednak jeśli wszystkie te kości istotnie należą do jednego zwierzęcia to w ocenie Eversa i współpracowników (2015) nie jest pewne, czy FSAC-KK 11888 był istotnie przedstawicielem gatunku Spinosaurus aegyptiacus, czy też jest to szkielet innego przedstawiciela rodziny Spinosauridae. Ibrahim i współpracownicy (2020) na podstawie badań kości FSAC-KK 11888 (w tym kręgów ogonowych tego okazu, umożliwiających bezpośrednie porównania z materiałem kopalnym opisanym przez Stromera) podtrzymali stanowisko o przynależności wszystkich kości FSAC-KK 11888 do jednego osobnika, jak też o przynależności tego osobnika do gatunku S. aegyptiacus.

### Rozmiary

Porównanie wielkości przedstawicieli rodzaju Spinosaurus i człowieka

Spinozaur był jednym z największych znanych teropodów, jednak ze względu na niekompletność zachowanego materiału kopalnego trudno jest dokładnie określić jego rozmiary. Według szacunków opartych na podstawie skamieniałości opisanych w 2005 roku, porównanych z opisanym przez Stromera holotypem oraz ze stosunkowo blisko spokrewnionym gatunkiem, Suchomimus tenerensis, dorosły spinozaur mógł osiągać około 16–18 metrów długości i ważyć 7–9 ton (przy założeniu, że miał podobne proporcje ciała jak Suchomimus), czyli więcej niż Tyrannosaurus rex i Giganotosaurus carolinii. Z kolei z opartych na podstawie odnalezionych w 2005 roku fragmentów czaszki (oznaczonych jako MSNM V4047) szacunków, opublikowanych przez Therriena i Hendersona (2007) wynika, że osobnik, do którego szczątki te należały, miał 12,57 m długości (przy przyjęciu przez autorów założenia, że jego czaszka miała 2 m długości); jeśli długość jego czaszki szacować na 2,75 m, to według szacunków autorów miałby on 17,34 m długości. Nie można jednak wykluczyć, że szczątki te należały do osobnika młodocianego, gdyż długość znacznie bardziej kompletnego holotypu, zanim został on zniszczony, szacowano na ok. 15 m. Kości szkieletu pozaczaszkowego opisane w 2014 roku pozwoliły z większą pewnością oszacować długość ciała dorosłego spinozaura na ok. 15 metrów. Jak w przypadku wielu innych gatunków dinozaurów szacunki masy tego teropoda są bardzo różne w zależności od autorów, jednak zwykle wynoszą ok. 7–9 ton, choć Therrien i Handerson (2007) szacowali jego masę na nawet ponad 20 ton (przy założeniu, że czaszka miała 1,75 m). Nie jest więc zupełnie pewne, jakie dokładnie rozmiary osiągał spinozaur, jednak powszechnie uznaje się, że był on większy od giganotozaura i karcharodontozaura, co czyniłoby z niego największego znanego teropoda. Nie można tego jednak stwierdzić ze stuprocentową pewnością, dopóki nie zostanie odnaleziony dostatecznie kompletny szkielet tego dinozaura. Porównywalne że spinozaurem rozmiary mógł osiągać np. deinocheir. Całe zwierzę mogło ważyć nawet tyle co spinozaur, jednak ze względu na niekompletny szkielet, nie można dokładnie ocenić jego długości (jednak uważa się, że miał 10,4–12 lub nawet 16 m długości).

## Historia odkryć
Spinozaur został opisany w 1915 roku przez niemieckiego paleontologa Ernsta Stromera, na podstawie odkrytego w 1912 roku w datowanej na cenoman Formacji Bahariya w Egipcie holotypu, oznaczonego jako BSP 1912 VIII 19. Stromer nadał dinozaurowi nazwę Spinosaurus aegyptiacus, co w tłumaczeniu na język polski oznacza „kolczasty jaszczur z Egiptu”. Na holotyp (bardzo niekompletny, choć paradoksalnie będący do dzisiaj najkompletniejszym odkrytym szkieletem spinozaura, z możliwym wyjątkiem okazu FSAC-KK 11888) składały się: przednia część żuchwy, 2 kręgi szyjne, 11 innych kręgów, 5 żeber, 20 zębów i kilka innych, niewielkich kości. Wśród tych szczątków znajdowały się kręgi będące częścią charakterystycznych wyrostków kolczystych, prawdopodobnie tworzących żagiel skórny na grzbiecie tego teropoda. Na podstawie tych skamieniałości całkowitą długość holotypu szacuje się na ok. 15 m (von Huene 1926; Glut 1982; Paul 1988), co do dziś pozostaje jednym z dowodów na to, że spinozaur mógł być największym teropodem (giganotozaur i karcharodontozaur osiągały jedynie ok. 13 m długości). Po wydobyciu szkielet ten został przetransportowany do Muzeum Paleontologicznego w Monachium (niem. Paläontologische Staatssammlung München), gdzie pozostał do kwietnia 1944 roku, kiedy to został zniszczony w czasie alianckich nalotów na Monachium. Do dziś pozostały po nim jedynie ryciny i odnaleziona w 2000 roku fotografia.

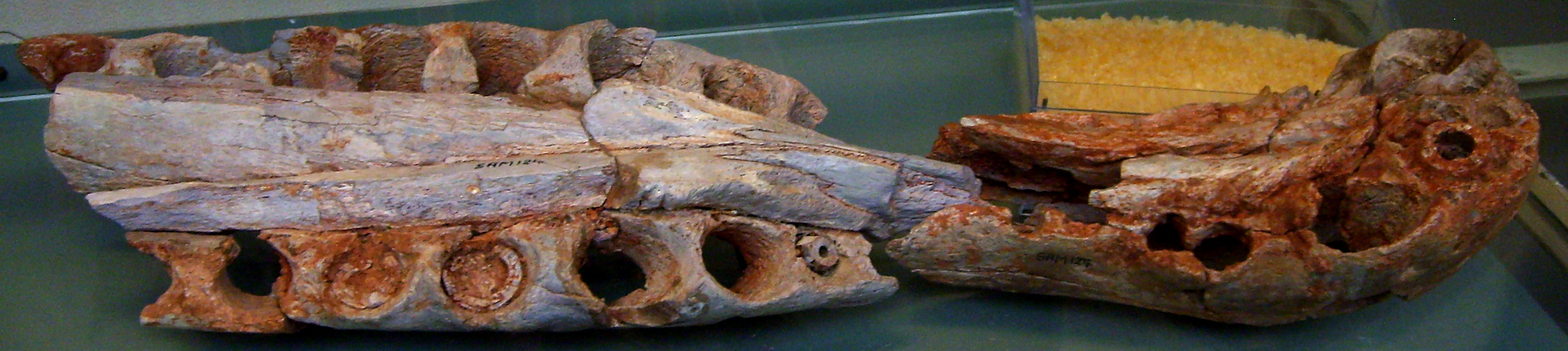
Żuchwa S. maroccanus (MNHN SAM 124)

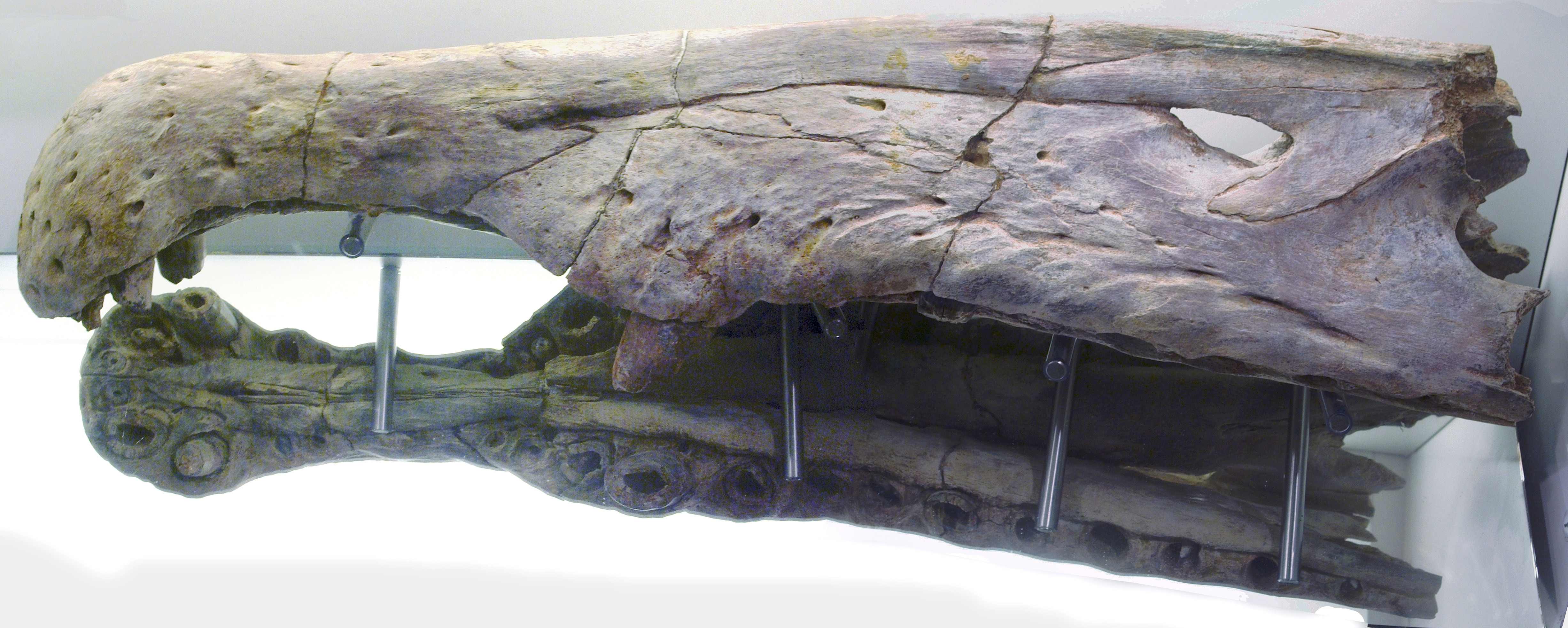
kompletna szczęka spinozaura (MSNM V4047)

Kolejny szkielet spinozaura został odkryty dopiero w 1996 roku. Odnalazł go paleontolog Dale Russell w datowanej na alb Formacji Kam Kam Bads w Maroku. Został on oznaczony jako NMC 50791. Odnalezione tam szczątki obejmują 5 kręgów uznanych za należące do spinozaura, z czego niektóre są opisane pod innymi nazwami. Russell uznał, że są one wystarczająco różne od tych należących do holotypu S. aegyptiacus, aby mogły należeć do odrębnego gatunku, który Russell opisał jako S. maroccanus. NMC 50791 jest holotypem tego teropoda. Obecnie jego szczątki znajdują się w Canadian Museum of Nature w Kanadzie. Ponadto, w 1998 roku Russell odnalazł w Algierii kolejne szczątki S. maroccanus. Zostały one oznaczone jako MNHN SAM 124. Składają się na nie przednia część żuchwy oraz 2 kręgi. Obecnie znajdują się one w Muséum National d'Histoire Naturelle w Paryżu.
Następne szczątki spinozaura zostały odnalezione w 2002 roku w Tunezji. Zostały one opisane jako BM231 i uznane za pierwsze od czasu zniszczenia holotypu należące do przedstawiciela gatunku S. aegyptiacus. Składają się na nie fragment żuchwy i dwa zęby.
Kolejne pozostałości spinozaura, uznawane za jedne z najważniejszych, zostały odkryte w już 1975 roku w Maroku, jednak do roku 2002 były częścią prywatnej kolekcji. Światło dzienne ujrzały dopiero w 2005 roku, kiedy to Cristiano Del Sasso i in. stwierdzili, iż są to szczątki spinozaura, którego długość oszacowano nawet na 16–18 m. Składają się na nie fragmenty czaszki, przede wszystkim większa część szczęki, mierząca 98 cm. Na jej podstawie jej odkrywcy oszacowali długość całej czaszki na ok. 1,75 m, zaś Theriienn i Handeson na ok. 1,5 m. Szczątki te opisano jako MSNM V4047.
Ibrahim i współpracownicy (2014) opisali okaz oznaczony FSAC-KK 11888, odkryty w datowanych na cenoman złożach Kem Kem w Maroku, z zachowanymi kośćmi czaszki (część kości nosowej, przedczołowej, łuskowej, kwadratowo-jarzmowej, większa część obu kości kwadratowych, zęby, kość mogąca być kością łzową), niekompletnymi kręgami szyjnymi, grzbietowymi, krzyżowymi i ogonowymi, niekompletnymi żebrami i żebrami szyjnymi, niekompletnymi szewronami, dwoma paliczkami palców dłoni, kośćmi miednicy i kończyn tylnych. W październiku 2018 roku Ibrahim zorganizował kolejną ekspedycję, wykorzystując grant naukowy ufundowany przez National Geographic Society. Ibrahim i współpracownicy odkryli dodatkowy materiał kopalny okazu FSAC-KK 11888, na który składają się fragmenty czaszki i żuchwy, nieznane wcześniej kości stóp oraz większość kręgów ogonowych. Badania kości tego osobnika i ich porównania z największymi znanymi kośćmi spinozaura w ocenie Ibrahima i współpracowników (2014) pozwalają stwierdzić, że FSAC-KK 11888 był osobnikiem niedojrzałym, o ok. 32% mniejszym od największych osobników dorosłych. Zachowane kości pozwalają dokładniej określić rozmiary spinozaura oraz dostarczają nowych informacji o budowie jego szkieletu pozaczaszkowego. Wyniki badań, które Ibrahim i współpracownicy opublikowali w kwietniu 2020 roku, wykazały, że „żagiel” spinozaura ciągnął się przez cały jego ogon, upodabniając go do analogicznego organu u krokodyli i traszek. Było to najprawdopodobniej przystosowanie do półwodnego trybu życia. W 2023 r. Roy E. Smith i David M. Martill odkryli we wschodnim Maroku pojedynczy ząb spinozaura.
W 2018 r. Simone Maganuco i Cristiano Dal Sasso odkryli w południowo-wschodnim Maroku kość palca stopy należący do młodego spinozaura.

## Systematyka

Rekonstrukcja czaszki

Rodzaj Spinosaurus (a konkretniej gatunek S. aegyptiacus) został opisany naukowo w 1913 roku przez niemieckiego paleontologa Ernsta Stromera. Jest typowym rodzajem rodziny Spinosauridae, do której należą także barionyks z południowej Anglii, Irritator i Angaturama (być może synonim irritatora) z Brazylii, Suchomimus z Nigru i prawdopodobnie syjamozaur – teropod znany z fragmentarycznych znalezisk z Tajlandii. Najbliższym krewnym spinozaura jest przypuszczalnie Irritator, mający podobną strukturę zębów, także należący do podrodziny Spinosaurinae. W 2003 Oliver Rauhut zasugerował, że holotyp spinozaura Stromera jest chimerą złożoną z kręgów karcharodontozauryda podobnego do akrokantozaura oraz żuchwy dużego teropoda zbliżonego do barionyksa. Dalsze analizy odrzuciły jednak tę hipotezę.
Kladogram rodziny Spinosauridae z zaznaczeniem pozycji spinozaura
| Baryonychinae | \| \| Baryonyx \| \| \| \| \| \| Cristatusaurus \| \| \| \| \| \| Suchomimus \| \| \| \| |
|               | \| \| Baryonyx \| \| \| \| \| \| Cristatusaurus \| \| \| \| \| \| Suchomimus \| \| \| \| |
|               | Baryonyx                                                                                 |
|               |                                                                                          |
|               | Cristatusaurus                                                                           |
|               |                                                                                          |
|               | Suchomimus                                                                               |
|               |                                                                                          |

|  | Baryonyx       |
|  |                |
|  | Cristatusaurus |
|  |                |
|  | Suchomimus     |
|  |                |

| Spinosaurinae | \| \| Irritator \| \| \| \| \| \| Angaturama \| \| \| \| \| \| ?Siamosaurus \| \| \| \| \| \| Spinosaurus \| \| \| \| |
|               | \| \| Irritator \| \| \| \| \| \| Angaturama \| \| \| \| \| \| ?Siamosaurus \| \| \| \| \| \| Spinosaurus \| \| \| \| |
|               | Irritator |
|               | |
|               | Angaturama |
|               | |
|               | ?Siamosaurus |
|               | |
|               | Spinosaurus |
|               | |

|  | Irritator    |
|  |              |
|  | Angaturama   |
|  |              |
|  | ?Siamosaurus |
|  |              |
|  | Spinosaurus  |
|  |              |

| Baryonychinae | \| \| Baryonyx \| \| \| \| \| \| Cristatusaurus \| \| \| \| \| \| Suchomimus \| \| \| \| |
|               | \| \| Baryonyx \| \| \| \| \| \| Cristatusaurus \| \| \| \| \| \| Suchomimus \| \| \| \| |
|               | Baryonyx                                                                                 |
|               |                                                                                          |
|               | Cristatusaurus                                                                           |
|               |                                                                                          |
|               | Suchomimus                                                                               |
|               |                                                                                          |

|  | Baryonyx       |
|  |                |
|  | Cristatusaurus |
|  |                |
|  | Suchomimus     |
|  |                |

| Spinosaurinae | \| \| Irritator \| \| \| \| \| \| Angaturama \| \| \| \| \| \| ?Siamosaurus \| \| \| \| \| \| Spinosaurus \| \| \| \| |
|               | \| \| Irritator \| \| \| \| \| \| Angaturama \| \| \| \| \| \| ?Siamosaurus \| \| \| \| \| \| Spinosaurus \| \| \| \| |
|               | Irritator |
|               | |
|               | Angaturama |
|               | |
|               | ?Siamosaurus |
|               | |
|               | Spinosaurus |
|               | |

|  | Irritator    |
|  |              |
|  | Angaturama   |
|  |              |
|  | ?Siamosaurus |
|  |              |
|  | Spinosaurus  |
|  |              |

### Gatunki
Wyróżniono dwa gatunki spinozaura:
- Spinosaurus aegyptiacus Stromer, 1915
- Spinosaurus maroccanus, Russell, 1996

Nie wiadomo, ile gatunków liczy rodzaj Spinosaurus. Typowy, S. aegyptiacus, według jednej teorii może być jedynym gatunkiem, do którego należały by wtedy również skamieniałości znalezione w Maroku. Według drugiej hipotezy spinozaur wytworzył dwa gatunki, a skamieniałości z Maroka wystarczająco różnią się od tych z Egiptu, by uznać je za należące do przedstawiciela nowego gatunku, S. maroccanus. Jednak te różnice mogą być po prostu wynikiem „oryginalności” każdego osobnika, dlatego też podział rodzaju Spinosaurus pozostaje tematem ciągłych sporów. W ocenie Ibrahima i współpracowników (2014) nie ma dowodów na istnienie odnotowanych w literaturze różnic w proporcjach kręgów obu gatunków spinozaura; rzekome różnice mogą wynikać z używania do badania różnych kręgów spinozaurów różnych metod pomiarów. Autorzy uznali S. maroccanus za nomen dubium. Dodatkowo Ibrahim i współpracownicy uznali inny gatunek afrykańskiego teropoda, Sigilmassasaurus brevicollis, za młodszy synonim Spinosaurus aegyptiacus. Z tym wnioskiem autorów nie zgodzili się Evers i współpracownicy (2015), którzy uznali Sigilmassasaurus brevicollis za gatunek odrębny od Spinosaurus aegyptiacus; autorzy dodatkowo uznali Spinosaurus maroccanus za prawdopodobny młodszy synonim Sigilmassasaurus brevicollis. Również badania kości kwadratowych spinozaurów przeprowadzone przez Hendrickxa, Mateusa i Buffetauta (2016) sugerują, że w cenomanie na obszarze dzisiejszej północnej Afryki żyły co najmniej dwa gatunki należące do podrodziny Spinosaurinae: Spinosaurus aegyptiacus i prawdopodobnie Sigilmassasaurus brevicollis.

## Paleoekologia i paleobiologia

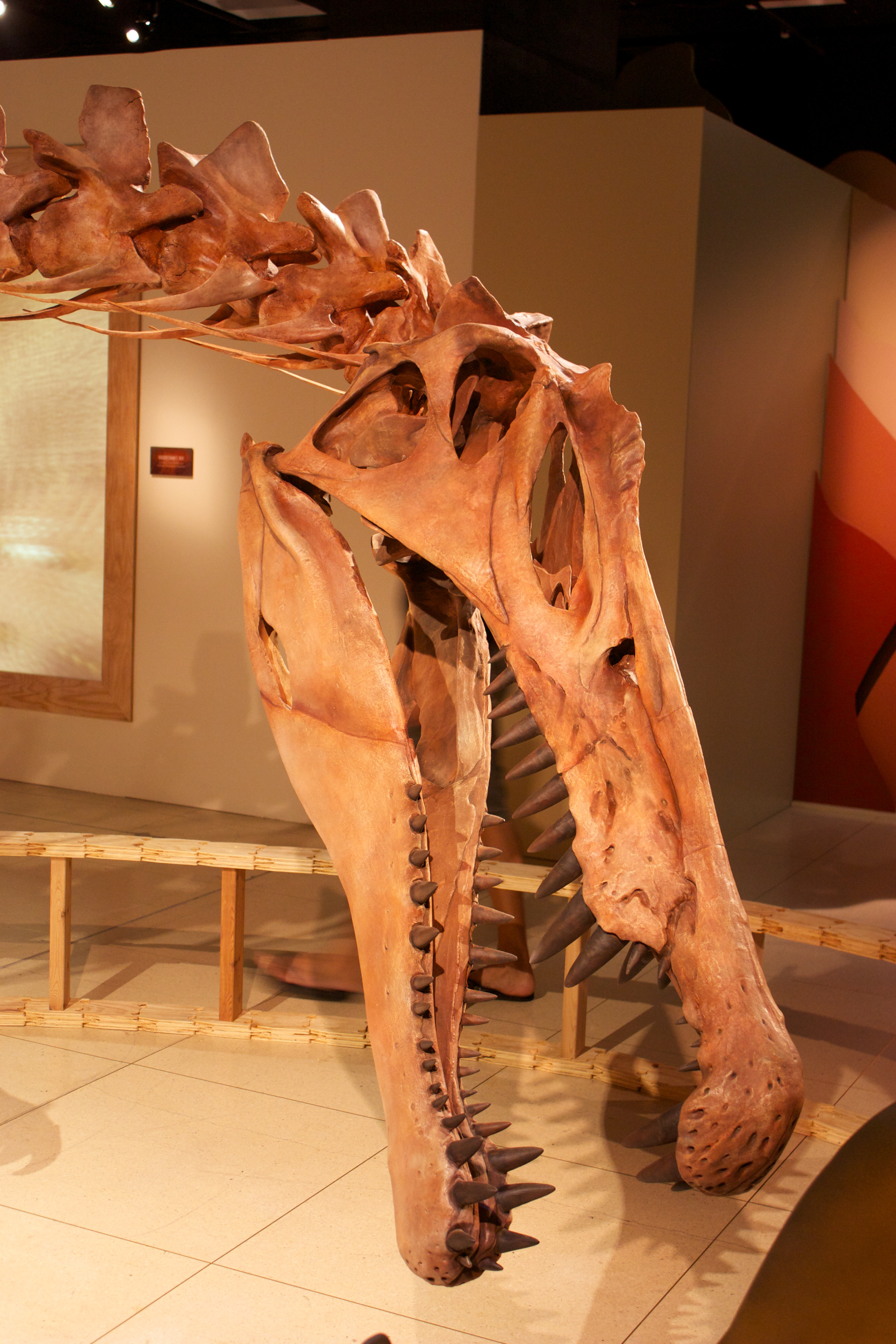
Rekonstrukcja czaszki spinozaura.

Środowisko, w którym żyły spinozaury nie jest dokładnie poznane. Żyjące na terenie współczesnego Egiptu mogły zasiedlać lasy namorzynowe wraz z teropodami podobnej wielkości, takimi jak baharijazaur i karcharodontozaur, ogromnym tytanozaurem paralitytanem i mniejszym egiptozaurem, dziesięciometrowym krokodylomorfem Stomatosuchus i rybą trzonopłetwą mawsonią. Wartość izotopu tlenu δ18Op zawartego w zębach Spinosauridae odpowiada obecnej u współwystępujących z nimi żółwi i krokodylomorfów, jest jednak niższa niż u innych teropodów, co dowodzi, że spinozaurydy prowadziły ziemnowodny tryb życia, a nie jedynie polowały w wodzie. Wartości izotopu tlenu w zębach Spinosaurus z Maroka i Tunezji nie są tak wyraźne jak u innych przedstawicieli Spinosauridae, co sugeruje, że spinozaur prowadził bardziej oportunistyczny tryb życia i mógł występować zarówno w siedliskach lądowych, jak i wodnych. W ocenie Ibrahima i współpracowników (2014) cechy budowy szkieletu pozaczaszkowego opisanego przez nich okazu FSAC-KK 11888, jak również umiejscowienie nozdrzy w połowie długości czaszki, są przystosowaniami do życia w wodzie i świadczą o tym, że spinozaur był zwierzęciem ziemnowodnym. Miał wysoką gęstość kości co pozwało mu nurkować w głębinach.    

### Odżywianie
Nie jest jasne, czy spinozaur był głównie lądowym drapieżnikiem, czy raczej rybożercą, na co wskazywałyby jego wydłużone szczęki, stożkowate zęby i wysoko położone nozdrza. Gregory Paul twierdził, że spinozaur był prawdopodobnie oportunistą, żywiącym się głównie rybami i padlinożercą – polował jednak również na niewielkie i średniej wielkości ofiary. Ponadto Paul spekulował, że mógł on polować na duże zwierzęta, co miały mu umożliwiać duże kończyny przednie z silnymi pazurami. Alan Charig i Angela Milner zasugerowali rybożerność spokrewnionego ze spinozaurem barionyksa. Jedyne wskazówki co do diety spinozaurów pochodzą z Europy i Ameryki Południowej. Odnaleziono barionyksa z rybimi łuskami i kośćmi młodego iguanodona w żołądku, podczas gdy odkryta w Ameryce Południowej kość pterozaura ze śladami zębów dowodzi, że spinozaury czasami zjadały te latające archozaury. Nie jest jednak pewne, czy teropody polowały na pterozaury, czy pożywiały się ich padliną.

## Spinozaur w kulturze masowej
Spinozaur został przedstawiony w filmie Jurassic Park III, zastępując w tej roli tyranozaura. Zostaje tam pokazana walka dwóch dinozaurów, w której spinozaur ostatecznie zabija tyranozaura, łamiąc mu kark. Wcześniej przedstawiono atak spinozaura na samolot Paula Kirby'ego i Alana Granta, którym udaje się uciec wraz z kilkoma innymi ludźmi biorącymi udział w wyprawie. Dinozaur jednak atakuje ludzi przez niemal cały film – w końcu Kirby i Grant przeganiają go, podpalając rozlaną do wody benzynę.
Spinozaura widzimy też w serialu popularnonaukowym Prehistoryczne bestie, w odcinku Największy zabójca świata dinozaurów. Zostaje tam ukazany jako szczytowy drapieżnik Afryki, konkurujący o pokarm z karcharodontozaurem i sarkozuchem. 
Spinozaur pojawia się także w serialu dokumentalnym Planet Dinosaur, gdzie również zostaje ukazany jako drapieżnik szczytowy. Program ukazuje pojedynek między tym teropodem, a karcharodontozaurem, z którego spinozaur wychodzi zwycięsko, odnosząc jednak ciężkie obrażenia.